# Feldkirchen
Feldkirchen es un municipio situado en el distrito de Múnich, en el estado federado de Baviera (Alemania), con una población a finales de 2022 de 7601 habitantes.
Se encuentra ubicado al sur del estado, en la región de Alta Baviera, contiguo a la ciudad de Múnich —la capital del estado— y cercano al río Isar —un afluente derecho del Danubio—.